# Keszler Ferenc
Keszler Ferenc (Dombó (Ung megye), 1830. március 17. – Szatmárnémeti, 1900. szeptember 25.) teológiai doktor, római katolikus apát-kanonok.

## Élete
1853. március 26-án fölszenteltetett és segédlelkész volt Sándorfalván, Munkácson, Beregszászon. 1854-ben tanulmányi felügyelő és gimnáziumi tanár Szatmárt, 1861-ben teológiai tanár, 1863-ban püspöki titkár, 1868-tól az egyháztörténet és kánonjog tanára, 1873-ban teológiai doktor, 1874-ben tiszteletbeli kanonok, 1877-ben valóságos, 1877-ben apát, 1885-ben szemináriumi rektor, 1891-ben házasságvédő.
Programértekezése a szatmári királyi főgimnázium Értesítőjében (1856. Gyökfejtés nyilvános számokból.)

## Munkája
- Memoria servi dei Joannis Ham episconi olim Szathmariensis 1827-1857... Szatmarini, 1893. (Ism. Kath. Szemle.)